# Halve marathon van Egmond 2007
De halve marathon van Egmond 2007 vond plaats op zondag 14 januari 2007. Het was de 35e editie van de halve marathon van Egmond. De wedstrijd had dit jaar in totaal 15.667 inschrijvingen. De wedstrijd bij de mannen werd gewonnen door de Ethiopiër Eshetu Wendimu. Bij de vrouwen won de Keniaanse Hilde Kibet de eindsprint van de Ethiopische Gete Wami.

## Uitslagen

### Mannen
| pos. | atleet             | land      | tijd    |
| ---- | ------------------ | --------- | ------- |
| 1    | Eshetu Wendimu     | Ethiopië  | 1:04.14 |
| 2    | Juwawo Wirimai     | Zimbabwe  | 1:04.27 |
| 3    | Kamiel Maase       | Nederland | 1:04.34 |
| 4    | Wellay Amare       | Ethiopië  | 1:04.58 |
| 5    | Michel Butter      | Nederland | 1:05.44 |
| 6    | Mesfin Adimasu     | Ethiopië  | 1:06.04 |
| 7    | Wilson Kigen       | Kenia     | 1:06.15 |
| 8    | Robert Cheboror    | Kenia     | 1:06.15 |
| 9    | Hugo van den Broek | Nederland | 1:06.23 |
| 10   | Guus Janssen       | Nederland | 1:07.06 |

### Vrouwen
| pos. | atlete            | land      | tijd    |
| ---- | ----------------- | --------- | ------- |
| 1    | Hilda Kibet       | Kenia     | 1:13.25 |
| 2    | Gete Wami         | Ethiopië  | 1:13.25 |
| 3    | Pauline Wangui    | Kenia     | 1:15.11 |
| 4    | Fatiha Baouf      | België    | 1:15.15 |
| 5    | Tegla Loroupe     | Kenia     | 1:18.12 |
| 6    | Suzanne Hahn      | Duitsland | 1:18.24 |
| 7    | Merel de Knegt    | Nederland | 1:18.30 |
| 8    | Petra Kamínková   | Tsjechië  | 1:19.09 |
| 9    | Daphne Panhuijsen | Nederland | 1:19.54 |
| 10   | Jana Klimesova    | Tsjechië  | 1:21.05 |

1973 ·
1974 ·
1975 ·
1976 ·
1977 ·
1978 ·
1979 ·
1980 ·
1981 ·
1982 ·
1983 ·
1984 ·
1985 ·
1986 ·
1987 ·
1988 ·
1989 ·
1990 ·
1991 ·
1992 ·
1993 ·
1994 ·
1995 ·
1996 ·
1997 ·
1998 ·
1999 ·
2000 ·
2001 ·
2002 ·
2003 ·
2004 ·
2005 ·
2006 ·
2007 ·
2008 ·
2009 ·
2010 ·
2011 ·
2012 ·
2013 ·
2014 ·
2015 ·
2016 ·
2017 ·
2018 ·
2019 ·
2020 ·
2021 ·
2022 ·
2023 ·
2024 ·
2025